# Вудраф (Висконсин)
Вудраф (енгл. Woodruff) насељено је место без административног статуса у америчкој савезној држави Висконсин.

## Демографија
По попису из 2010. године број становника је 966.
| Група             | 2000.    | 2010.       |
| Белци             | 0 (0,0%) | 876 (90,7%) |
| Афроамериканци    | 0 (0,0%) | 2 (0,2%)    |
| Азијати           | 0 (0,0%) | 4 (0,4%)    |
| Хиспаноамериканци | 0 (0,0%) | 37 (3,8%)   |
| Укупно            | 0        | 966         |